# Гевара Очоа, Армандо
Ху́лио Арма́ндо Гева́ра Очо́а (исп. Julio Armando Guevara Ochoa; 17 февраля 1926, Куско, Перу — 14 января 2013, Лима, Перу) — перуанский композитор, дирижёр и скрипач. Представитель народности кечуа.

## Биография
Первоначальное музыкальное образование получил в Колумбийском университете, а позже брал уроки у Нади Буланже (композиция) в Париже. Его творчество продолжает национальные традиции, тесно связанные с индейским и креольским фольклором. Писал музыку к кино.

## Сочинения
- 2 симфонические поэмы
- «Перуанская трилогия» для струнного оркестра
- «18 перуанских эстампов» для струнного оркестра
- 5 струнных квартетов